# 第5回日本アカデミー賞
第5回日本アカデミー賞は1982年（昭和57年）2月18日に行われた日本アカデミー賞の発表・授賞式。
東京プリンスホテルで開催され、司会は山城新伍が務めた。

## 最優秀作品賞
- 「駅 STATION」

### 優秀作品賞
- 「ええじゃないか」
- 「日本の熱い日々 謀殺・下山事件」
- 「泥の河」
- 「遠雷」

## 最優秀監督賞
- 小栗康平（「泥の河」）

### 優秀監督賞
- 今村昌平（「ええじゃないか」）
- 熊井啓（「日本の熱い日々 謀殺・下山事件」）
- 根岸吉太郎（「遠雷」、「狂った果実」）
- 降旗康男（「駅 STATION」、「仕掛人梅安」）

## 最優秀脚本賞
- 倉本聰（「駅 STATION」）

### 優秀脚本賞
- 荒井晴彦（「遠雷」、「嗚呼!おんなたち・猥歌」）
- 菊島隆三（「日本の熱い日々 謀殺・下山事件」）
- 重森孝子（「泥の河」）
- 田中陽造（「陽炎座」、「ラブレター」、「仕掛人梅安」、「女教師 汚れた放課後」）

## 最優秀主演男優賞
- 高倉健（「駅 STATION」）

### 優秀主演男優賞
- 渥美清（「男はつらいよ 寅次郎かもめ歌」、「男はつらいよ 浪花の恋の寅次郎」）
- 緒形拳（「北斎漫画」）
- 永島敏行（「遠雷」）
- 水谷豊（「幸福」）

## 最優秀主演女優賞
- 松坂慶子（「青春の門」、「男はつらいよ 浪花の恋の寅次郎」）

### 優秀主演女優賞
- 石田えり（「遠雷」）
- 岩下志麻（「悪霊島」）
- 倍賞千恵子（「駅 STATION」）
- 桃井かおり（「ええじゃないか」）

## 最優秀助演男優賞
- 中村嘉葎雄（「陽炎座」、「ラブレター」、「仕掛人梅安」、「ブリキの勲章」）

### 優秀助演男優賞
- 石橋蓮司（「獣たちの熱い眠り」、「魔性の夏」）
- 宇崎竜童（「駅 STATION」、「ミスター・ミセス・ミスロンリー」）
- ジョニー大倉（「遠雷」）
- 西田敏行（「北斎漫画」）

## 最優秀助演女優賞
- 田中裕子（「北斎漫画」、「ええじゃないか」）

### 優秀助演女優賞
- いしだあゆみ（「駅 STATION」）
- 加賀まりこ（「泥の河」、「陽炎座」、「ラブレター」）
- 烏丸せつこ（「駅 STATION」）
- 岸本加世子（「悪霊島」）

## 最優秀音楽賞
- 宇崎竜童（「駅 STATION」）

### 優秀音楽賞
- 井上堯之（「遠雷」）
- 佐藤勝（「日本の熱い日々 謀殺・下山事件」、「子どものころ戦争があった」）
- 林光（「北斎漫画」、「日本フィルハーモニー物語炎の第五楽章」）
- 南佳孝（「スローなブギにしてくれ」）

## 最優秀撮影賞
- 安藤庄平（「泥の河」）

### 優秀撮影賞
- 木村大作（「駅 STATION」）
- 中尾駿一郎（「日本の熱い日々 謀殺・下山事件」）
- 永塚一栄（「陽炎座」）
- 姫田真左久（「ええじゃないか」）

## 最優秀照明賞
- 島田忠昭（「泥の河」）

### 優秀照明賞
- 望月英樹（「駅 STATION」）
- 岡本健一（「日本の熱い日々 謀殺・下山事件」）
- 大西美津男（「陽炎座」）
- 岩木保夫（「ええじゃないか」）

## 最優秀美術賞
- 井川徳道、佐野義和（「魔界転生」）

### 優秀美術賞
- 朝倉摂（「悪霊島」）
- 木村威夫（「日本の熱い日々 謀殺・下山事件」）
- 佐谷晃能（「ええじゃないか」）
- 樋口幸男（「駅 STATION」）

## 最優秀録音賞
- 田中信行（「駅 STATION」）

### 優秀録音賞
- 中山茂二（「魔界転生」、「仕掛人梅安」）
- 西崎英雄（「泥の河」、「悪霊島」）
- 紅谷愃一（「日本の熱い日々 謀殺・下山事件」）
- 吉田庄太郎（「ええじゃないか」）

## 最優秀外国作品賞
- 「ブリキの太鼓」

### 優秀外国作品賞
- 「愛と哀しみのボレロ」
- 「チャンス」
- 「エレファント･マン」
- 「普通の人々」

## 新人俳優賞
- 佐藤浩市（「青春の門」）
- 真田広之（「魔界転生」、「吼えろ鉄拳」、「冒険者カミカゼ」、「青春の門」）
- 中井貴一（「連合艦隊」）
- 石田えり（「遠雷」）
- かとうかずこ（「なんとなくクリスタル」）
- 田中裕子（「北斎漫画」、「ええじゃないか」）

## 話題賞
- 作品部門：「セーラー服と機関銃」
- 俳優部門：薬師丸ひろ子（「セーラー服と機関銃」）